# 摩耶大橋
摩耶大橋（まやおおはし）は、兵庫県神戸市灘区摩耶埠頭から同市中央区小野浜町に至る2径間斜め吊り橋である。日本で最初のヤジロベーススタイルの橋で、総延長510 m（うち海上部分210 m）、海面からの高さ18 mである。1965年（昭和40年）3月に着工し、1966年（昭和41年）6月に完成した。神戸市港湾局が管理する。ハーバーハイウェイの第二摩耶大橋が並行して架かっている。1995年（平成7年）1月17日に発生した阪神・淡路大震災により被災したが、同年8月1日に復旧した。
2022年（令和4年）9月に土木学会選奨土木遺産に認定された。

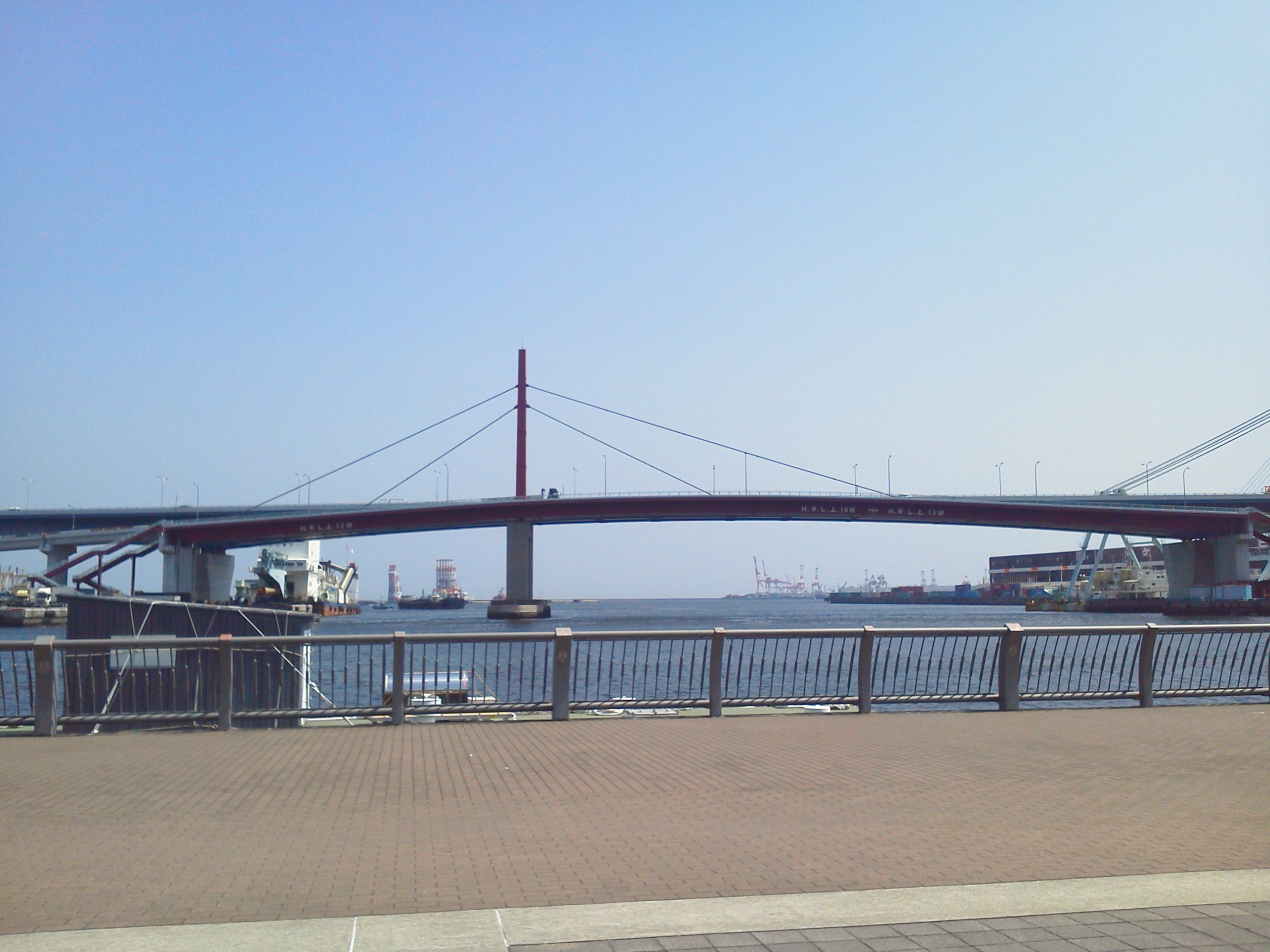
摩耶大橋を北側から撮影

開通以来神戸市港湾局の管理する有料橋であったが、2024年（令和6年）4月1日、並行するハーバーハイウェイにETCが導入されるのに合わせて無料開放された。

## 橋梁の構造
- 橋長：210 m
- 支間：139.4 m ＋ 69.4 m
- 幅員：14 m（うち歩道3 m）
- 上部構造：2径間連続斜張橋（鋼床版連続箱桁）
- 鋼重：1360 tf
- 下部構造：鉄筋コンクリート製橋脚

港湾技研資料 No.813より

## かつての通行料
消費税率の変更に伴い、2014年5月1日に改訂された。
- 自動車1台1回につき110円。徴収は午前8時 - 午後8時、ETCには対応していなかった[7]。
- 二輪車は無料[7]。
- 回数券を料金所で販売していた。125枚つづり、10,500円、300枚つづり22,000円[7]。